# Platystoechotes lineata
Platystoechotes lineata är en insektsart som beskrevs av Carpenter 1940. Platystoechotes lineata ingår i släktet Platystoechotes och familjen Polystoechotidae. Inga underarter finns listade i Catalogue of Life.